# Curtis Cooper
Curtis Cooper (* 15. April 1978) ist ein US-amerikanischer Footballtrainer und ehemaliger -spieler.

## Leben
Cooper übte an der Bowsher High School in Toledo (US-Bundesstaat Ohio) neben American Football auch die Sportarten Ringen, Leichtathletik sowie Baseball aus. Anschließend gehörte er als Wide Receiver zur Footballmannschaft des Independence Community College im Bundesstaat Kansas, dann bis 2002 der Southeast Missouri State University, während der Kommunikationswissenschaft studierte.
2002 spielte Cooper für die Cologne Crocodiles in der GFL, im Vorfeld der Saison 2003 wechselte er innerhalb der Liga zu den Hamburg Blue Devils. Mit der Mannschaft gewann er 2003 den deutschen Meistertitel. Im Spieljahr 2004 gehörte Cooper ebenfalls zum Aufgebot der Blue Devils. 2005 war er Spieler der Hamburg Eagles in der zweiten Liga.
2006 spielte er für die Berlin Adler und in der Saison 2007 zunächst für die Cologne Falcons (jeweils in der GFL). Er verließ die Kölner Anfang August 2007, um in die Vereinigten Staaten zurückzukehren und dort eine Trainerstelle anzunehmen. 2009 war Cooper wieder in Deutschland und verstärkte den Zweitligisten Hamburg Eagles, im Jahr 2010 gehörte er der Nachfolgemannschaft der Eagles, dem Regionalligisten Hamburg Huskies, an, gleichzeitig war er ab Januar 2010 Cheftrainer des Regionalligisten Elmshorn Fighting Pirates. Es folgte 2011 als Spieler die Rückkehr zu den Hamburg Blue Devils, wegen einer Knieverletzung wechselte Cooper aber dann in den Trainerstab der Hanseaten und wurde unter Cheftrainer Max von Garnier für die Betreuung der Runningbacks zuständig. Gleichzeitig war Cooper weiterhin in Elmshorn im Amt. Mitte September 2011 wurde er von den Elmshornern wegen unterschiedlicher Auffassungen über die Mannschaftsführung entlassen. 2013 spielte Cooper dann noch für die Kaiserslautern Pikes in der zweiten Liga.